# Národní park Capitol Reef
Národní park Capitol Reef (anglicky Capitol Reef National Park) se nachází na jihu centrálního Utahu ve Spojených státech amerických. Jako Národní park byl uznán v roce 1971, již od roku 1937 byl však Národním monumentem. Rozkládá se na 978,95 km².